# 11:14
11:14 – czarna komedia produkcji amerykańsko-kanadyjskiej w reżyserii Grega Marcksa z roku 2003.

## Opis fabuły
Film opowiada o losach mieszkańców małego miasteczka w USA, których życie zbiegło się pewnego dnia o 11:14. O tej właśnie godzinie dochodzi do kilku nieszczęśliwych wypadków (nielogiczne – zdarzenia maja miejsce jedno po drugim, jako ciąg przyczynowo-skutkowy, najpóźniejsze z nich ma miejsce o 11:14 (23:14)) – pijany kierowca potrąca młodego chłopaka, w innym miejscu ginie w wypadku samochodowym dziewczyna, a nadopiekuńczy ojciec próbuje na cmentarzu zatuszować morderstwo, którego nie popełniono.
Akcja toczy się niejako "od końca", czyli najpierw poznajemy powyższe wydarzenia, a później dowiadujemy się, w jaki sposób do nich doszło.
Poznajemy grupkę nastolatków, która jechała samochodem, popijając piwo, a kobieta próbuje wrobić swojego chłopaka w morderstwo.
Grupka ludzi próbuje wyplątać się z pecha, który ich połączył.

### Obsada
- Patrick Swayze jako Frank
- Hilary Swank jako Buzzy
- Colin Hanks jako Mark
- Rachael Leigh Cook jako Cheri
- Henry Thomas jako Jack
- Ben Foster jako Eddie
- Stark Sands jako Tim
- Clark Gregg jako Oficer Hannagan
- Rick Gomez jako Kevin
- Barbara Hershey jako Norma
- Shawn Hatosy jako Duffy
- Blake Heron jako Aaron
- Jason Segel jako Leon